# 拉布敦 (清朝)
拉布敦（穆麟德轉寫：labdun，？—1750年），董鄂氏，原属滿洲鑲紅旗人，后入滿洲正黃旗，清朝將領。其先祖對齊巴顏，於努爾哈赤攻打杭佳城時與弟阿蘭珠率領他們的董鄂部部眾來歸。父親錫勒達事奉康熙帝，自讚禮郎累次升遷至吏部尚書。拉布敦為他的第六子。

## 生平
拉布敦天生有神力，能拉十力的弓，左右手皆能射。工讀詩文，學習外國語言。康熙年間，承襲叔祖勒爾圖三等阿達哈哈番的世襲職位。雍正帝在位時，拉布敦跟從傅爾丹征討準噶爾，戰於和通呼爾哈諾爾；又跟從策淩征討準噶爾，戰於額爾德尼昭。兩戰皆有所斬馘，授職世管佐領。雍正帝命軍中舉薦驍勇之士，拉布敦得到舉薦，賜孔雀翎。乾隆元年（1736年），累遷升為正紅旗滿洲副都統。乾隆八年（1743年），再次征討準噶爾，授職參贊大臣，出北路。乾隆九年（1744年），授職定邊左副將軍。當年冬天，拉布敦上疏言：“厄魯特宰桑額勒慎等內牧布爾吉推河，烏梁海得木齊札木禪內牧布延圖河源。布爾吉推河在阿爾台山梁外，布延圖河源在阿爾台山梁內，距卡倫不遠，已闉坐卡侍衛等嚴防。”乾隆十年冬天，拉布敦再上疏言：“烏梁海得木齊烏爾巴齊等避雪，內牧黃加書魯克，距卡倫不遠。託爾和烏蘭、布延圖、哈瑪爾沙海諸卡倫外，皆有準噶爾人踪跡，仍闉坐卡侍衛等嚴防。”再次被召還京師，授職正白旗滿洲副都統。復出署古北口提督。
乾隆十三年（1748年），駐藏副都統傅清應當輪換，命拉布敦前往取代。乾隆十四年（1749年），朝廷召還拉布敦，以紀山代替他，授職工部侍郎。同年年未，乾隆帝徵召紀山還朝，復命拉布敦赴藏。乾隆十五年（1750年），授職左都御史。尋與傅清合謀誅殺西藏郡王珠爾默特那木札勒，被其餘黨羅蔔藏札什圍攻城樓，拉布敦挾刃躍下樓，擊殺數十人，自剖其腹而死。乾隆帝聽聞後，贈一等伯爵位、賜黃金、入祀賢良祠，待遇與一同殉國的傅清相同。乾隆帝又命以拉布敦之族升級隸屬上三旗的滿洲正黃旗，諡號為壯果。
拉布敦之子隆保，以侍衛襲封為子爵。其後因誤班而被奪官，爵位去除。